# Zeitschrift für das gesamte Kreditwesen
Die Zeitschrift für das gesamte Kreditwesen (ZfgK) ist eine Fachzeitschrift für das Bank- und Finanzwesen, die seit 1949 vom Fritz Knapp Verlag herausgegeben wird.

## Geschichte
Der Fritz Knapp Verlag wurde am 1. Januar 1949 in Frankfurt am Main durch den Verleger Fritz Knapp (1880–1962) gegründet. Die Gründung war die Folge der bereits im August 1948 zunächst vom Drei Kreise-Verlag herausgebrachten Zeitschrift für das gesamte Kreditwesen. Die von Fritz Knapp und Walter Hofmann gegründete Publikation erscheint zweiwöchentlich zum 1. und 15. eines Monats. Einer der ersten Aufsätze stammte von Volkmar Muthesius. Hans Büschgen plädierte 1971 für den Fortbestand der Universalbanken, 1986 erschienen von ihm zwei Folgen über die Geldmarktfonds. Jürgen Krumnow befasste sich 1993 mit Derivaten. Über die Empfehlungen des Basler Ausschusses zum Marktrisiko erschien 1996 ein Aufsatz.

## Inhalt
Sie enthält Fachthemen über Börsen, Finanzbehörden, Finanzdienstleistungsaufsicht, Finanzmärkte, Geldpolitik, Kreditinstitute, Nichtbanken, Währungspolitik sowie Aufsätze von Praktikern, Juristen und Wissenschaftlern sowie
Personalia über Personen der Finanzwirtschaft. Außerdem verbreitet sie Börsennachrichten, Unternehmensdaten oder Zentralbankmitteilungen, national und international.
Sie ist eines der Pflichtblätter der Frankfurter Wertpapierbörse. Chefredakteur und Verleger ist Philipp Otto; Leitender Redakteur ist Carsten Englert.